# Dreifaltigkeitskapelle (Wildsteig)

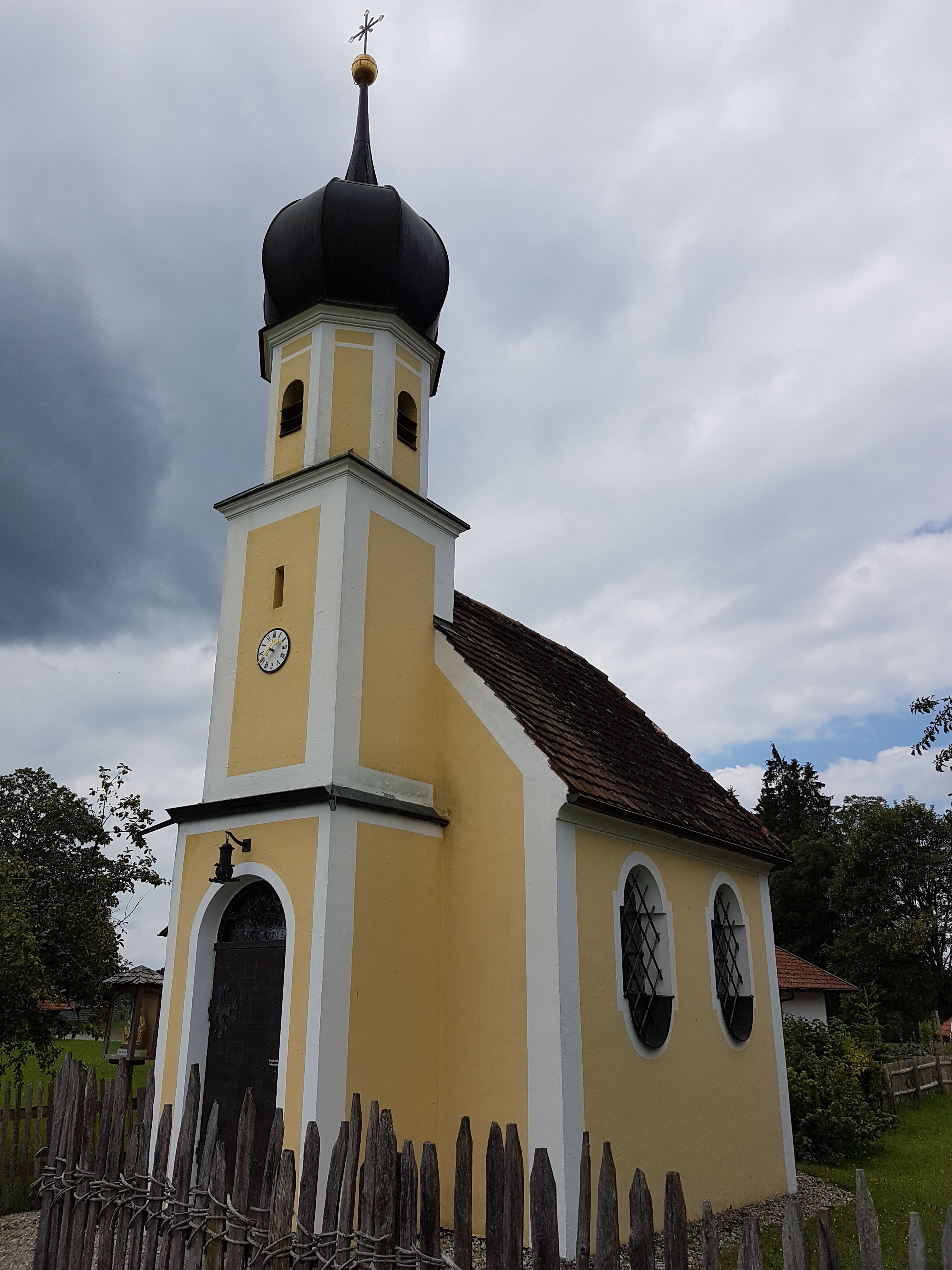
Dreifaltigkeitskapelle Holz/Unterhäusern (Wildsteig)

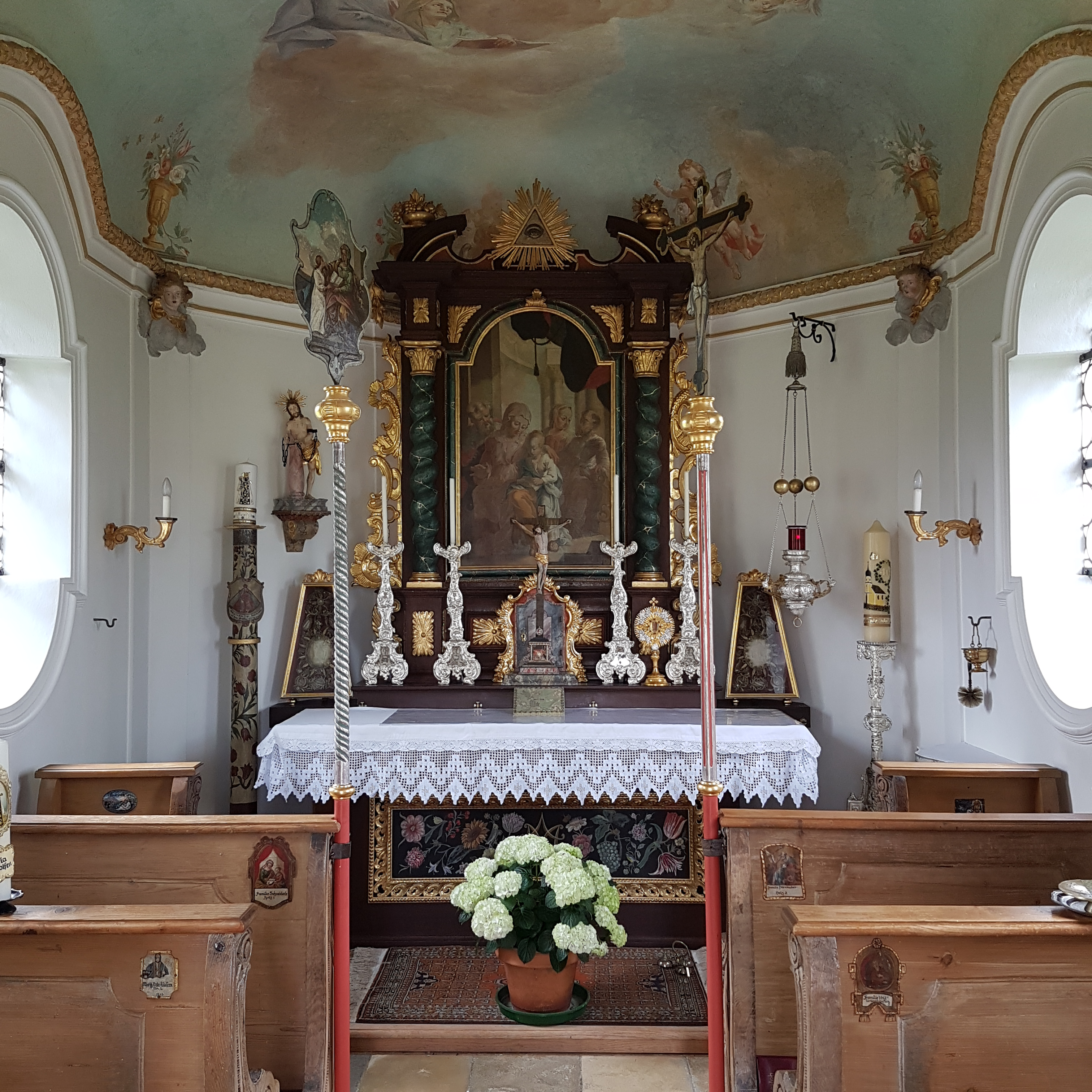
Innenraum

Die Dreifaltigkeitskapelle in der im südwestlichen Teil des oberbayerischen Pfaffenwinkel gelegenen Gemeinde Wildsteig ist ein kleiner Sakralbau von 1969/70, der aufgrund seiner überwiegend barocken Ausstattung ein geschütztes Baudenkmal ist.

## Lage
Die Kapelle liegt am Wiesweg im Nordosten des Weilers Holz, an der Grenze zum Dörfchen Unterhäusern, einem südwestlichen Vorort des Gemeindehauptortes.

## Geschichte

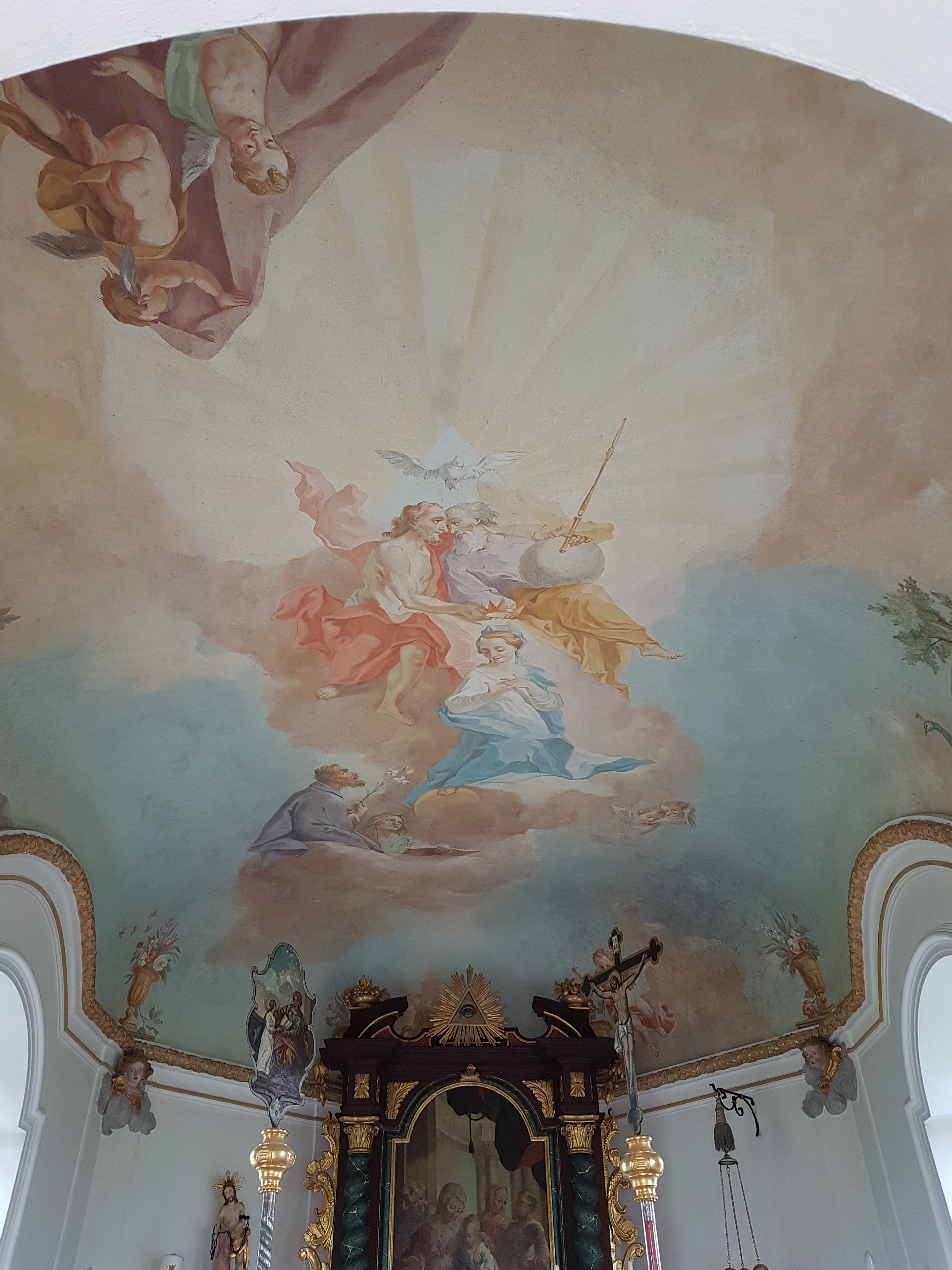
Deckenfresko

Die Dreifaltigkeitskapelle, die Unterhäusern und Holz als Andachtsraum dient, wurde 1969 bis 1970 im barocken Stil errichtet, um barocken Sakralwerken einen würdigen Rahmen zu geben. Am 6. Juni 1971 wurde die Kapelle vom Erzabt Suso Brechter vom Stift St. Ottilien eingeweiht.

## Beschreibung
Die Dreifaltigkeitskapelle ist ein kleiner Saalbau mit Dreiachtelschluss und einem stattlichen Ostturm (da sie nach Westen ausgerichtet ist) mit einer Zwiebelhaube. Die Fenster zeigen frühbarocke Formen, wie sie an von der Schlierseer Baumeisterfamilie Zwerger errichteten Sakralbauten zu sehen sind.
Der frühbarocke Altar zeigt auf dem Altarbild (um 1720), wie die heilige Anna ihre Tochter Maria im Lesen unterrichtet. Das die gesamte Deckenfläche einnehmende Fresko (1970) von Karl Manninger ist eine Kopie eines inzwischen zerstörten Freskos an einem Augsburger Altstadthaus. An der Südwand eine gute (mit kostbaren Stoff bekleidete) Maria Himmelskönigin mit Kind. Die weitere Ausstattung sind ein Sieben-Zufluchten-Bild (Anfang 18. Jh.) am Eingang, zwei barocke Heiligenfiguren an der Nordwand und mehrere Reliquien unter anderem von Papst Clemens I., Irmengard vom Chiemsee und Crescentia von Kaufbeuren.